# Oksjärvi (sjö i Egentliga Finland)
Oksjärvi är en sjö i Finland. Den ligger i Salo stad i landskapet Egentliga Finland, i den södra delen av landet, 70 km väster om huvudstaden Helsingfors. Oksjärvi ligger 81 meter över havet. Arean är 47,2 hektar och strandlinjen är 3,33 kilometer lång. Sjön  ingår i Karisåns huvudavrinningsområde.   I omgivningarna runt Oksjärvi växer i huvudsak barrskog. Den sträcker sig 1,0 kilometer i nord-sydlig riktning, och 1,0 kilometer i öst-västlig riktning.